# المر (الضليعة)

'

تعديل مصدري - تعديل

المر هي إحدى قرى عزلة الضليعة بمديرية الضليعة التابعة لمحافظة حضرموت، بلغ تعداد سكانها 304 نسمة حسب تعداد اليمن لعام 2004.